# Chlamydotheca incisa
Chlamydotheca incisa är en kräftdjursart som först beskrevs av Claus.  Chlamydotheca incisa ingår i släktet Chlamydotheca och familjen Cyprididae. Inga underarter finns listade i Catalogue of Life.